# Gracemont
Gracemont – miasto w Stanach Zjednoczonych, w stanie Oklahoma, w hrabstwie Caddo.